# إليزافيتا دوبروفينا
إليزافيتا دوبروفينا (من مواليد 20 أكتوبر 1993) هي لاعبة جمباز بهلوانية روسية فازت مع شريكتها فالنتينا كيم بالميدالية الفضية في بطولة العالم للجمباز البهلوانية لعام 2014.